# Gbérédou-Baranama
Gbérédou-Baranama est une sous-préfecture de la préfecture de Kankan, dans la région du même nom à l'est de la Guinée.